# Distrito de Sayla

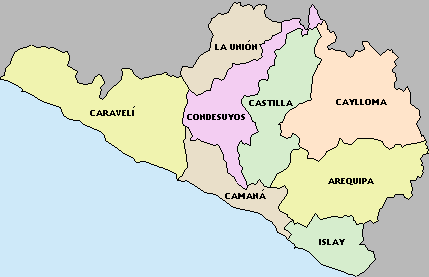
Provincias de Arequipa

El distrito de Sayla es uno de los once distritos que conforman la provincia de La Unión en el departamento de Arequipa, bajo la administración del Gobierno regional de Arequipa, en el sur del Perú.
Desde el punto de vista jerárquico de la Iglesia católica forma parte de la Prelatura de Chuquibamba en la Arquidiócesis de Arequipa.

## Historia
El distrito fue creado en los primeros años de la República.

## Geografía
Ubicado en el extremo noroeste de la provincia. La capital está situada a 3.531 m s. n. m.
Hasta hace poco el viaje desde Cotahuasi tenía que hacerse a lomo de bestia por el lapso mínimo de dos días por la ruta de Charcana. Hoy en día el tiempo de viaje se ha reducido a 8 horas en camioneta rural por la nueva ruta de Pampamarca, ingresando en algunos tramos a territorio ayacuchano.

## Anexo
- Saina

## Caseríos
- Surupampa
- Huaycaya
- Yanaya

## Autoridades

### Municipales
- 2019 - 2022[4]
  - Alcalde: Edwin Andrés Ramos Chancahuaña, de Alianza para el Progreso.
  - Regidores:

  1. José Wilfredo Cacsire Canales (Alianza para el Progreso)
  2. Renger Eduwin Córdova Alacha (Alianza para el Progreso)
  3. Natalia Mariela Cueva Guzmán (Alianza para el Progreso)
  4. Lino Arnaldo Villagómez Huamaní (Alianza para el Progreso)
  5. Guillermo Condori Baños (Fuerza Arequipeña)

Alcaldes anteriores
- 2011-2014:[5] Juan Cancio Dávalos Dávalos, del Movimiento Alianza por Arequipa(AxA).
- 2007-2010: Félix Santos Dávalos Dávalos.

## Festividades
- San Martín de Tours.

## Fiestas y costumbres
Como danza típica tenemos El Kamate combinación de la antigua danza guerrera de los saylas, población nativa, con tonadas y estribillos en homenaje al Santo Patrón del distrito, San Martín de Tours, acompañado de violín y arpa.

## Atractivos turísticos
- Torre de Sillar, de origen colonial.
- Ruinas de Ccajllatana y Tiahuana.
- Ruinas de Huaycaya, de tipo circular situadas al pie del río, en Quepac.
- Ruinas de Chahuana, se trata de una ciudadela pre-inca al pie del cerro Llomachoga.

## Personajes ilustres
- Aníbal Elliott Villagomez. En 2005 descubrió las ruinas pre-inca de Chahuana, una ciudadela pre-inca al pie del Llomachoga en el camino hacia las alturas, cerca de las ruinas de Cholloke.[3]